# Norbert Rebmann
Pour les articles homonymes, voir Rebmann.
Norbert Rebmann, né en 1948, est un botaniste français.